# دبلیو استرلینگ کول
ویلیام استرلینگ کول (۱۸ آوریل، ۱۹۰۴ – ۱۵ مارس، ۱۹۸۷) یک سیاست مدار، وکیل و آمریکایی بود، او به عنوان اولین مدیر کل آژانس بین‌المللی انرژی اتمی از ۱۹۵۷ تا ۱۹۶۱ خدمت کرد. قبل از انتخاب در آژانس در ۱۹۵۷ او عضو حزب جمهوری‌خواه آمریکا در مجلس نمایندگان ایالات متحده آمریکا از شهر نیویورک بود.